# Barleria ilicifolia
Barleria ilicifolia är en akantusväxtart som beskrevs av Hedren. Barleria ilicifolia ingår i släktet Barleria och familjen akantusväxter. Inga underarter finns listade i Catalogue of Life.